# ガンダムビルドリアル
『ガンダムビルドリアル』（GUNDAM BUILD REAL）は、2021年よりYouTubeで配信の日本のガンダムビルドシリーズ実写作品。

## 概要
ガンプラ40周年記念プロジェクト『GUNPLA LINK PROJECT』の一環として制作されたガンプラを使った高校生の群雄劇ドラマ。ガンプラは実際のプラモの他、CGを使用する。ガンダムシリーズを題材にした実写作品としては過去『G-SAVIOUR』やPSゲームなどの作品があったが、日本で制作されたガンプラを題材としたものとしては初の実写ドラマとなる。作品の舞台は静岡県沼津市戸田地区。

## 登場人物

### チーム ブライト
主人公のチーム。全員高校1年生。
- 鈴木ヒロ

ブライトのパイロット（操縦士）担当。
- 清水タクミ

ブライトのビルド（機体の組立・塗装担当）担当。
- 成田健太郎

ブライトのプログラマ（PC技術者）担当。
- 中丸太一

ブライトのC3I（通信・指揮・統制・情報担当）担当。
- 松本颯太

ブライトのアルマ（武器／防具の組立・塗装担当）担当。現在でも有名になっている。
- イマイズミ

現在海外にいる。颯太を通じてナナハチを渡す。このため、かつて大会当日にナナハチがなくなった理由は彼が無断で持ち出したものと疑われている。

### その他の人物
- 金森サツキ
- 林田マナ
- 中村百花

## 使用ガンプラ
- ナナハチ（RG 1/144 RX-78-2 ガンダム）

チームブライトのガンプラ。小学生時代に制作したものだが紛失し、高校時代に再び手にする。
5話にてサツキたちのミスで大破してしまい、新しいガンプラで作り直した。また、それに合わせて事前に発注していた特注塗料が使用されている。
- アルマゲドン

颯太がハイパーバズーカをベースに改良したカスタムバズーカ。
- タクティカルハンマー

仙道から提供された設計図を基に組み上げた武器。ガンダムバルバトスのメイスにビームライフルを組み込んだようなもので、ピットに入らず武器種の切り替えが可能。ビームライフル・メイス・レールガンの3形態が使用できる。
- ザクII（RG 1/144 MS-06S シャア専用ザクII）

強豪チームモンストルのガンプラ。
- ユニコーンガンダム（RG 1/144 RX-0 フルアーマー・ユニコーンガンダム）

チームルミナスのガンプラ。
- フリーダムガンダム（RG 1/144 ZGMF-X10A フリーダムガンダム）

チームガールスキーのガンプラ。
- ブキッガイ（HGPG 1/144 プチッガイ）

プチッガイをそのまま近接格闘武器として使用する。

## 用語
- ガンプラバトル(THE ROBOT FIGHTING CHAMPIONSHIP GUNPLA BATTLE)

ガンプラを使用したeスポーツのひとつ。ローカルイベントから全国大会まで幅広く行われており、スポンサーがついたチームもある。
ガンプラをスキャンし、ドローンを使い仮想空間を形成し実物大で投影されたガンプラを操作して対戦させる。
HP，攻撃力、防御力、スピード、パフォーマンスがAR（拡張現実）で表示され、その能力が反映される。塗装などを含めたガンプラの出来が性能に反映される。
操作方法プレイモードは複数あり、タッチパネル、コントローラー、専用グローブを使用するフルボディトラッキングがある。フルボディトラッキングは他の操作方法と比べて与えるダメージに約15%のアドバンテージがある。視界はVRヘッドセットを使用する。

## キャスト
- 鈴木ヒロ - 山崎竜太郎
- 清水タクミ - 野島透也
- 成田健太郎 - 大友一生
- 中丸太一 - 菊池銀河
- 松本颯太 - 石川雷蔵
- 金森サツキ - 西谷星彩
- 林田マナ - 海老野心
- 中村百花 - 中尾百合音
- 白星迅 - 宮本龍之介
- 宮内麗華 - 白本彩奈
- 小松原智美 - 神谷侑理愛
- 石渡沙織 - 青島心
- 仙道周士 - カトウシンスケ
- 上草太陽 - 米本秦哉
- 西島レオン - 畠山理温
- 谷田部太輔 - 哲夫部長（吉本プラモ部）
- 清水麻衣子 - 相楽伊織
- 清水涼子 - 渡辺真起子
- 清水拓司 - 武野功雄
- 大藤瑛史
- 加賀谷光輝
- 小島怜珠
- 東遥貴
- 宮岸泰成
- 山下心煌
- 島添眞輝
- ラジバンダリ西井

## スタッフ
- 原作 - 矢立肇、富野由悠季
- 総監督 - 本広克行
- 監督 - 田中佑和
- 脚本 - 山内直哉、田中佑和
- 音楽 - 野崎良太（Jazztronik）
- プロデューサー - 岡林修平（LDS）、稲葉もも（Production I.G）
- 撮影 - 川越一成
- 設定考証 - イシイジロウ
- 企画協力 - BANDAI SPIRITS
- 音楽制作 - サンライズミュージック
- 制作 - LDS
- 制作協力 - 創通、Production I.G
- 企画・製作 - サンライズ

## 主題歌
「新世界から」
歌 - 月詠み

## 各話リスト
| 話数  | サブタイトル     | 配信日         |
| ----- | ---------------- | -------------- |
| 第1話 | 再会             | 2021年 3月29日 |
| 第2話 | 宝の持ち腐れ     | 4月26日        |
| 第3話 | チームに空いた穴 | 5月31日        |
| 第4話 | それぞれの過去   | 6月28日        |
| 第5話 | 東海地区大会開幕 | 7月12日        |
| 第6話 | ガンプラは自由だ | 7月19日        |

## 放送局
| 放送期間                  | 放送時間           | 放送局   | 対象地域 | 備考                             |
| ------------------------- | ------------------ | -------- | -------- | -------------------------------- |
| 2021年6月18日 - 7月23日   | 金曜 19:00 - 19:30 | BS11     | 日本全域 | BS放送                           |
| 2021年11月23日 - 12月28日 | 火曜 22:30 - 23:00 | TOKYO MX | 東京都   | 地上波放送（『アニメの神様』枠） |

| 配信開始日    | 配信時間 | 配信サイト                | 備考                |
| ------------- | -------- | ------------------------- | ------------------- |
| 2021年3月29日 | 月曜     | YouTubeガンダムチャンネル | 第1話のみ配信       |
| 2021年4月26日 |          | BANDAI CHANNEL            | 無料配信 要会員登録 |

当初はYouTubeでの配信だったが、第2話よりBANDAI CHANNELでの配信に変更される。